# Dromaius minor
Dromaius minor (officiellt svenskt trivialnamn saknas) är en utdöd fågel i familjen kasuarer inom ordningen kasuarfåglar. Den förekom tidigare på King Island utanför södra Australien. Fågeln behandlas ofta som underart till emun (Dromaius novaehollandiae).